# Ђелања Баса (Мачерата)
Ђелања Баса (итал. Gelagna Bassa) насеље је у Италији у округу Мачерата, региону Марке.
Према процени из 2011. у насељу је живело 14 становника. Насеље се налази на надморској висини од 542 м.